# Amaurobius hirtus
Amaurobius hirtus är en spindelart som beskrevs av Władysław Taczanowski 1874. Amaurobius hirtus ingår i släktet Amaurobius och familjen mörkerspindlar.
Artens utbredningsområde är Franska Guyana. Inga underarter finns listade i Catalogue of Life.